# Ajedrez de Andernach
El ajedrez de Andernach es una variante de ajedrez en la cual cualquier pieza, a excepción del rey, cambia de color al efectuar una captura. Por ejemplo, si un caballo blanco en b4 captura una torre negra en a6, el resultado será un caballo negro en a6. Si un peón lleva a cabo una captura en la octava fila, primero es coronado y luego cambia de color.
El juego recibió su nombre por el encuentro anual de jugadores de ajedrez que tiene lugar en la localidad alemana de Andernach. Fue durante el encuentro de 1993 cuando el ajedrez de Andernach fue presentado. Se volvió una popular variante en su composición de problemas, pero no se ha convertido en una variante popular del ajedrez.
- Datos: Q1076134